# Acción Colectiva
Acción Colectiva es una compañía de danza y teatro físico venezolana, (actualmente Aktion Kolectiva)creada en 1985 por iniciativa de Julie Barnsley, Diane Noya y Carlos Orta, quienes deseaban sobrepasar los límites formales del cuerpo que danza, explorando zonas emotivas.
La filosofía del grupo está basada en la interiorización de cada expresión, en la parte humana de la danza, dándole sentido a cada movimiento mediante la investigación.
La compañía se plantea una actividad permanente de investigación y de laboratorio, estructurada sobre las bases del desarrollo técnico e interpretativo dancístico, que ha sido su tradicional fortaleza, y a la integración más sólida de elementos de trabajo provenientes de específicas escuelas del ámbito teatral.
Su primera presentación en noviembre de 1985 incluyó cinco estrenos mundiales con vestuarios de Alirio Palacios. Pasado el tiempo otros coreógrafos y bailarines profesionales se unieron a ella: Luis Viana, Leyson Ponce, Miguel Issa, Juan Carlos Linares, Pedro Osorio, Marieli Pacheco, Eleonora González, Enid Narváez, Carlos Mujica, Alfredo Orueta y Jacqueline Simonds.
La compañía se ha presentado en numerosas ocasiones en el interior de Venezuela, ha sido invitada varias veces al Teatro La MaMa de Nueva York, participó en el III Festival de Danza de la Ciudad de México, el Festival Internacional de Danza Contemporánea de San Luis Potosí (México) donde Barnsley y Viana hicieron importantes ponencias sobre "La mujer, el Arte y sus creadores", y también ha actuado en Colombia.
Acción Colectiva obtuvo en 1992 el Premio Municipal de Danza del Municipio Libertador.